# Jaime Manzur Londoño
Jaime Manzur Londoño (Guinea Ecuatorial, 1937-Bogotá, 11 de noviembre de 2019) fue un director de teatro, actor y marionetista colombiano con una trayectoria de alrededor de 60 años.

## Biografía
Manzur nació en Guinea Ecuatorial en 1937 pero vivió desde pequeño en Armenia, Quindío. Era hermano del pintor David Manzur. Empezó a interesarse por el folclore y el teatro en Medellín luego de inscribirse en el Ballet Nacional de esa ciudad. Inicialmente se desempeñó como bailarín, pero con el paso del tiempo empezó a destacarse en otras artes como la dirección escénica, la pintura, la actuación y la elaboración de marionetas, llegando a crear alrededor de 700 de ellas a lo largo de su trayectoria artística.
Durante su carrera como director de teatro y actor, estuvo ligado directamente a varias agrupaciones folclóricas y teatrales como el Ballet Clásico de Armenia, la Compañía de Marionetas Jaime Manzur, el Ballet Clásico de Medellín, la Fundación Amigos del Arte, la Agrupación Lírica de Armenia y la Fundación Jaime Manzur, con la que desde 1980 presentó una diversidad de obras hasta sus últimos años de carrera.
Entre sus reconocimientos destacan dos becas de la Unesco para Investigación Escénica (1984 y 1986), la Medalla al Mérito Artístico otorgada en 1992 por la alcaldía de Bogotá y el Premio a la Vida Artística entregado por el Gobierno Nacional de Colombia en 1997.

### Fallecimiento
Manzur falleció el 11 de noviembre de 2019 tras sufrir un aneurisma cerebral durante una presentación teatral en el Teatro Colsubsidio de la ciudad de Bogotá. Fue trasladado de urgencia a la clínica Marly, donde ocurrió su deceso. Su fundación se encontraba presentando la obra La Leyenda del Beso.

## Premios y reconocimientos
- 1977 - Reconocimiento en el Almanaque Mundial.
- 1984 - Beca para Investigación Escénica de Unesco en Londres, Roma, Madrid y París.
- 1985 - Título ad honorem de "Abanderado de la Zarzuela", Unión Musical Española.
- 1986 - Beca para Investigación Escénica de Unesco en Europa del Este.
- 1992 - Medalla al Mérito Artístico, Alcaldía de Bogotá.
- 1997 - 45 Años de Vida Artística, Gobierno Nacional de Colombia.
- 2011 - Medalla de Comendador de las Artes Escénicas, Senado de la República de Colombia.
- 2012 - Premio Distrital de Cultura, Secretaría Distrital de Cultura, Recreación y Deporte.[8]